# Pecebogárfélék
A pecebogárfélék (Leiodidae) a rovarok (Insecta) osztályában a bogarak (Coleoptera) rendjébe, azon belül a mindenevő bogarak (Polyphaga) alrendjébe tartozó család.

## Nemei
- Cholevinae alcsalád
  - Catops
  - Choleva
  - Leptodirus
  - Nargus
  - Parabathyscia
  - Ptomaphagus
  - Sciodrepoides
- Coloninae alcsalád
  - Colon
- Leiodinae alcsalád
  - Agathidium
  - Amphicyllis
  - Anisotoma
  - Colenis
  - Decuria
  - Gelae
  - Leiodes